# Хотт, Хольгер
Хо́льгер Хотт (норв. Holger Hott; 8 апреля 1974) — норвежский ориентировщик, чемпион мира по спортивному ориентированию.
В юниорском возрасте дважды завоевывал серебряную медаль на молодёжном чемпионате мира.
Обладатель двух золотых медалей чемпионатов мира в 2005 и в 2006 годах — в эстафете и на средней дистанции соответственно.
В составе сборной страны дважды занимал четвёртое место в эстафете на чемпионатах Европы по спортивному ориентированию.

## Клубная карьера
Как и большинство ориентировщиков из мировой элиты выступает за скандинавские клубы.
В 1999 году в составе норвежского клуба Bäkkelagets SPK выиграл престижнейшую финскую эстафету Юкола.
С тем же клубом в 2001 году выиграл шведскую эстафету десяти участников Tiomila.
Со своем новым клубом Kristiansand OK в 2008 во второй раз выиграл эстафету Tiomila (10MILA). На разных этапах эстафеты за клуб Kristiansand OK бежали швейцарцы Батист Ролье и Даниэль Хубман.
Женат на канадской ориентировщице Сэнди Хотт (девичья фамилия Смит, англ. Sandy Smith). В 2007 году у них родился сын Аксель (англ. Aksel).
Прежде Хольгер имел двойную фамилю Хотт Йохансен (норв. Hott Johansen), но после рождения ребёнка решил отбросить одну из её частей и оставил более легкую для произношения — Хотт.